# Livin’ My Love
Livin’ My Love – singel amerykańskiego DJ-a i producenta muzycznego Steve’a Aokiego z albumu Wonderland. Wydany 10 stycznia 2012 roku przez wytwórnie płytowe, Dim Mak Records oraz Ultra Records. Gościnnie w utworze udział wziął amerykański duet electro-hopowy LMFAO i australijski duet NERVO.

## Lista utworów i formaty singla
1-ścieżkowy CD-Singel
1. "Livin’ My Love" (Album Version) – 3:10

## Pozycje na listach
| Notowania                                           | Najwyższa pozycja |
| --------------------------------------------------- | ----------------- |
| Kanada (Canadian Hot 100)                           | 68                |
| US Dance/Electronic Digital Songs (Billboard)       | 28                |
| Korea Południowa International Singles (Gaon Chart) | 1                 |

## Twórcy
Opracowano na podstawie materiału źródłowego
- Steve Aoki – produkcja muzyczna, kompozytor
- Skyler Gordy – wokal prowadzący
- Stefan Gordy – wokal prowadzący
- Miriam Nervo – wokal prowadzący
- Olivia Nervo – wokal prowadzący
- Cory Nitta – kompozytor
- Jon Szymanski – kompozytor
- Justin Bates – produkcja muzyczna, kompozytor
- Sky Ferreira – produkcja muzyczna, kompozytor